# Triaeris bodanus
Triaeris bodanus là một loài nhện trong họ Oonopidae.
Loài này thuộc chi Triaeris. Triaeris bodanus được Arthur M. Chickering miêu tả năm 1968.